# Kasuga (miasto)
Kasuga (jap. 春日市 Kasuga-shi) – miasto w Japonii, w prefekturze Fukuoka, na wyspie Kiusiu.

## Historia
1 kwietnia 1889 roku w powiecie Naka powstała wioska Kasuga. 1 kwietnia 1896 roku stała się częścią powiatu Chikushi. 1 stycznia 1953 roku zdobyła status miasteczka (町), a 1 kwietnia 1972 roku – status miasta (市).

## Populacja
Zmiany w populacji Kasugi w latach 1970–2015:
| Rok  | Populacja |
| ---- | --------- |
| 1970 | 41 599    |
| 1975 | 55 160    |
| 1980 | 65 838    |
| 1985 | 75 555    |
| 1990 | 88 699    |
| 1995 | 99 206    |
| 2000 | 105 219   |
| 2005 | 108 402   |
| 2010 | 106 780   |
| 2015 | 110 743   |